# عروس زندی
عروس زندی (به انگلیسی: Zandy's Bride) یک فیلم سینمایی آمریکایی در ژانر وسترن محصول سال ۱۹۷۴ میلادی به کارگردانی یان تروئل و بازیگران اصلی جین هکمن و لیو اولمان می‌باشند. 
این فیلم همچنین به عنوان برای بهتر ، برای بدتر در ایالات متحده شناخته شده است.  فیلم در مکانی در نزدیکی بیگ سور ، کالیفرنیا فیلمبرداری شده است. 

## بازیگران
- جین هکمن در نقش زندی آلن
- لیو اولمان در نقش هانا لوند
- ایلین هکارت
- سوزان تایرل در نقش ماریا کوردووا
- هری دین استنتون
- جو سانتوس در نقش فرانک گالو
- فرانک کدی
- سم باتمز در نقش مل آلن
- باب سیمپسون در نقش بیل پینکوس
- ویویان گوردون
- فابیان گرگوری کوردووا در نقش پسر هندی [۴]